# Buyei

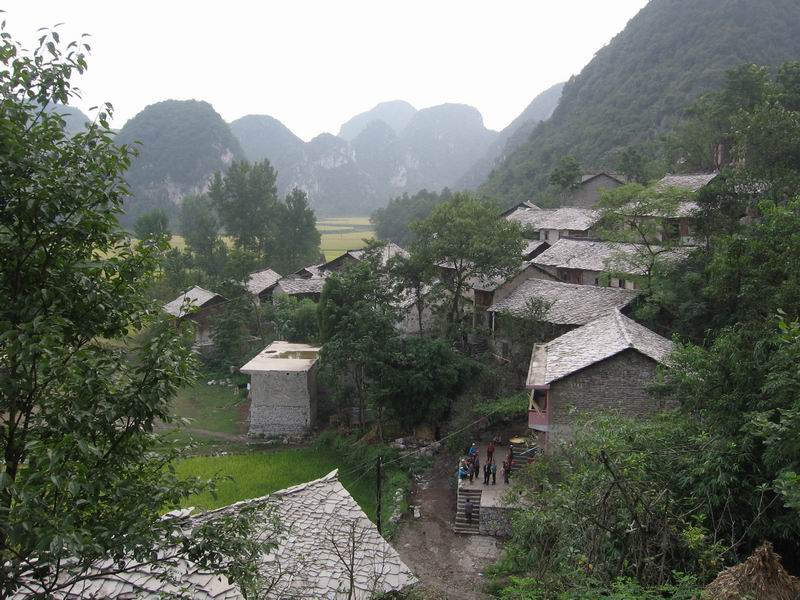
le village Buyei de Shitou

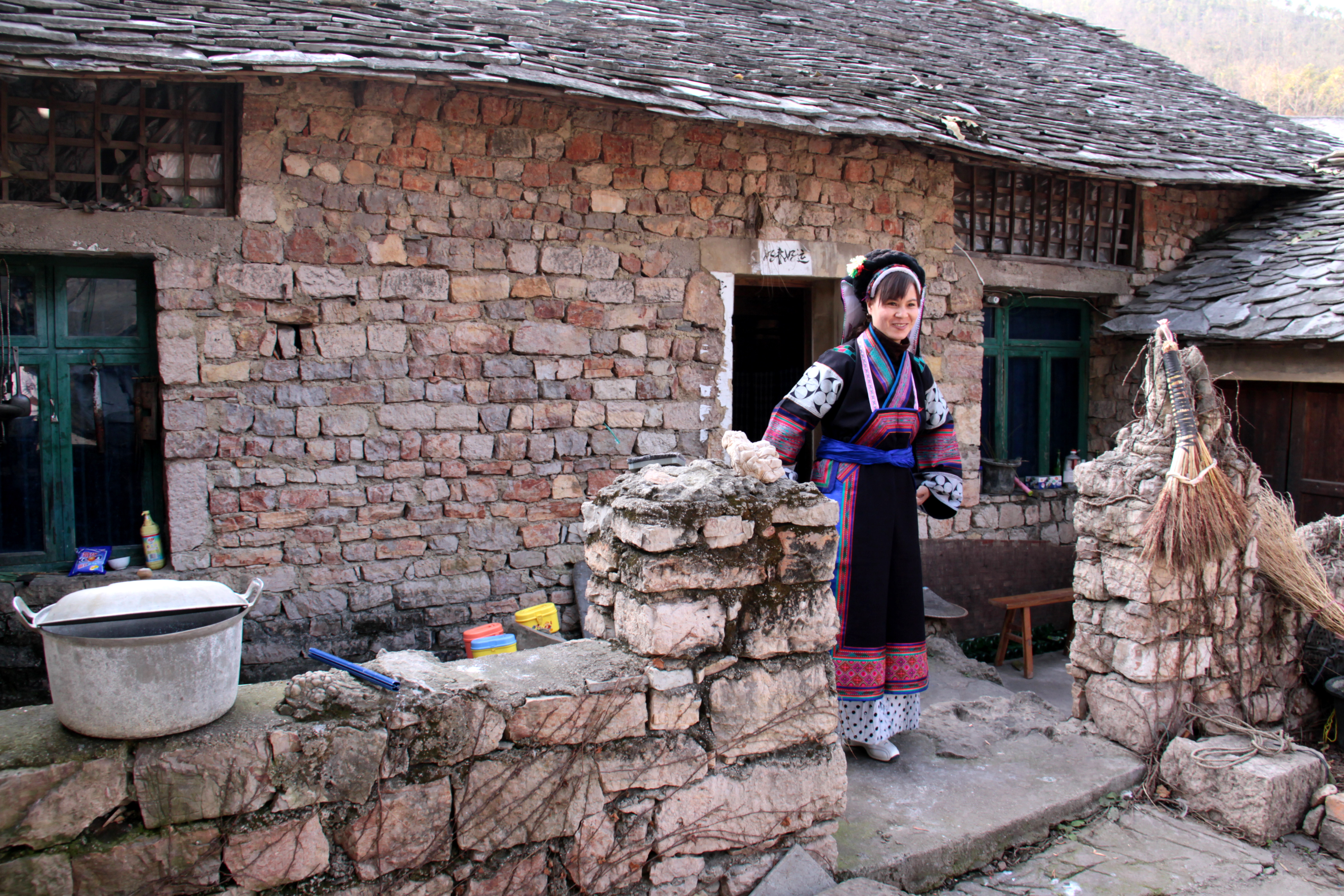
femme buyei en costume folklorique

Les Bouyei ou Buyei ou Buyi (bouyei : Buxqyaix, /pu˧˩ˀjai˧˩/, chinois : 布依族 ; pinyin : Bùyī zú) ou Puzhong ou Burao ou Puma peuple ethnique/autochtone vivant principalement à la province Guizhou en Chine méridionale. Au nombre de 2 971 460 en 2000, environ 97% de la population Bouyei habite dans la province du Guizhou. Ils sont le onzième plus grand groupe des nationalités de Chine officiellement reconnues par la république populaire de Chine. Le peuple Bouyei a fait partie des premières civilisations à cultiver du riz dans le monde.

## Introduction
Les Bouyei vivent dans une zone semi-tropicale au sein des forêts en altitude, principalement dans les districts autonomes Bouyei-Miao des préfectures de Xingyi et Anshun et dans la préfecture autonome de Qiannan Bouyei-Miao de la province du Guizhou mais aussi dans les provinces du Yunnan et du Sichuan. Ils parlent une langue tai. Traditionnellement ils sont animistes, bien que quelques-uns se soient convertis au christianisme et à l'islam.

## Langue
Les Bouyei parlent la langue bouyei qui est très proche du Zhuang. La langue bouyei avait sa propre forme écrite traditionnelle, mais celle-ci est devenue inapplicable. Une nouvelle écriture a été créée par des linguistes dans les années 1950 avec un alphabet latin et des conventions d’orthographe similaires à celles du système hanyu pinyin.

## Répartition géographique
Leur aire culturelle est principalement située dans la moitié sud de la province de Guizhou.
- Préfecture autonome bouyei et miao de Qiannan
- Préfecture autonome bouyei et miao de Qianxinan
- ville-préfecture d'Anshun
  - Xian autonome bouyei et miao de Guanling
  - Xian autonome bouyei et miao de Zhenning
  - Xian autonome miao et bouyei de Ziyun

Il existe également des communautés Buyei dans d'autres régions de Chine, dont Pékin.